# Matías Muñoz Marchesi

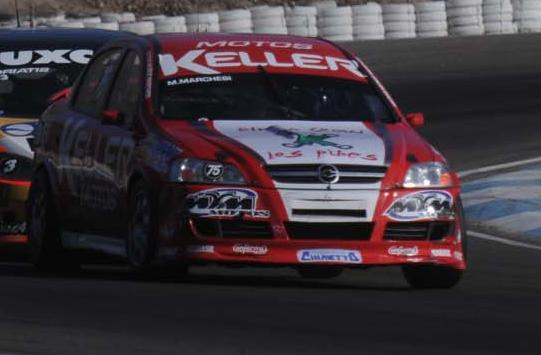
Chevrolet Astra de Muñoz Marchesi.

Matías Muñoz Marchesi (Villa Ángela, provincia del Chaco, 21 de octubre de 1987) es un piloto argentino de automovilismo de velocidad. Reconocido en el ambiente por haber obtenido el subcampeonato 2008 de la Fórmula Renault Argentina, un año después de su debut a nivel nacional.
Se inició en su provincia, donde compitió en diferentes categorías de karting, para luego debutar en la Fórmula Renault a nivel Nacional. Tras la obtención del subcampeonato en 2008, fue convocado al año siguiente por el equipo DTA de TC2000 para debutar en esta categoría. En 2010 compitió para el equipo semioficial Vittal DTA, que en este caso pasó a preparar unidades Peugeot 307 hatchback. Al mismo tiempo, incursionó en el Turismo Nacional, a bordo de un Chevrolet Astra.
En 2011, nuevamente fue de la partida en ambos frentes, pero con importantes cambios respecto al año anterior, ya que fue confirmado en el TC2000 como uno de los pilotos titulares de la escudería oficial Peugeot Cobra Team, la cual también cambiará de directivos al ser regenteada por el equipo DTA. Mientras que en el Turismo Nacional, su continuidad fue asegurada al ser convocado por la escudería Boero Carrera Pro, representante de Citroën en dicha categoría, siéndole confiada a Muñoz Marchesi una unidad Citroën C4 hatchback. En 2012 seguiría ligado al Peugeot Cobra Team, debutando en la nueva categoría Súper TC2000 al comando de un Peugeot 408, mientras que en el TN retornaría a la marca Chevrolet, conduciendo un Chevrolet Astra.

## Carrera deportiva
Iniciado en los circuitos de karting de su provincia, Muñoz Marchesi debutó en 2005 en el automovilismo nacional, al competir en la Fórmula Renault Argentina. En su primer año, compartió pista con otros jóvenes talentos que más tarde emergerían en el automovilismo nacional, como ser Mariano Werner, Luis José Di Palma, Guido Falaschi, Néstor Girolami, Gonzalo Perlo y Francisco Troncoso entre otros. Su debut se produjo en el equipo Werner Competición, a bordo de un Crespi-Renault.
Ese año, la categoría había comenzado a incorporar a su parque automotor, unidades que estaban proyectadas sobre un chasis creado por el preparador Héctor "Tito" Pérez, denominado "Tito 02" y rebautizado simplemente como "Tito". Estos chasis finalmente desbancarían en 2007 a los clásicos chasis Tulia XXV, rebautizados como "Crespi" y preparados por Tulio Crespi, luego de anunciarse el reemplazo en 2006. La última victoria de un chasis Crespi en la Fórmula Renault, había quedado en manos de Muñoz Marchesi. siendo además, su primer triunfo en la categoría.
En 2008, Muñoz Marchesi peleó palmo a palmo el título con Guido Falaschi, quedando finalmente con el subcampeonato, lo que le posibilitó su ascenso al TC2000.
En 2009, Muñoz Marchesi inicia su camino en el TC2000, siendo convocado por el equipo DTA, dirigido por Ulises Armellini. En su primer año en la categoría, piloteó un Chevrolet Astra con el cual peleó el campeonato de pilotos particulares, junto a su compañero de equipo Fabián Yannantuoni. Finalmente, la escudería se llevaría el subcampeonato de este torneo especial, por el cual Muñoz colaboró firmemente.
En paralelo, a su actividad en el TC2000, tuvo una pequeña incursión en el Top Race, cuando fue convocado por Guido Falaschi, para competir en la competencia denominada La Carrera del Año, corrida en el Autódromo Roberto Mouras de La Plata. Ese año también, anunció su llegada al Turismo Nacional, compitiendo en la última fecha a bordo de un Chevrolet Astra.
En 2010, nuevamente es confirmado en la alineación de DTA junto a Yannantuoni y Franco Coscia, recibiendo en esta oportunidad el apoyo semioficial de la automotriz francesa Peugeot, pasando a conducir un Peugeot 307 hatchback, en lugar del Chevrolet Astra. Este año, el equipo demostraría una alta supremacía en el campeonato TC2000 de pilotos privados, siendo Yannatuoni el campeón y Muñoz Marchesi culminando tercero.

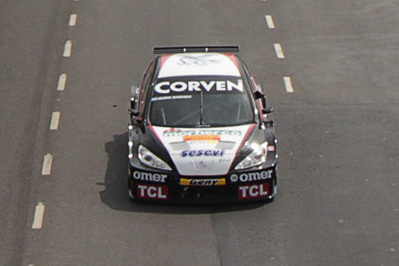
Muñoz Marchesi en STC2000 2013.

Al mismo tiempo, Muñoz Marchesi iniciaría su primer año completo en el Turismo Nacional a bordo de un Chevrolet Astra de la escudería Belloso Competición, aunque sin resultados relevantes.
En 2011, Peugeot decide hacer un recambio en su estructura, entregándole la representación oficial de la marca a la escudería DTA, en lugar del DP-1 Team, producto de los resultados demostrados por ambos equipos en 2010. Producto de ello, Muñoz Marchesi fue convocado y confirmado como piloto oficial del nuevo equipo Peugeot Cobra Team, junto a Juan Cruz Álvarez y Facundo Ardusso, los tres al volante de sendas unidades Peugeot 307 hatchback. Al mismo tiempo, el equipo Boero Carrera Pro, representante semioficial de Citroën en el Turismo Nacional, convocó a Muñoz Marchesi para ser uno de los pilotos de sus Citroën C4 Hatchback. Si bien en este año había arrancado con un podio en la primera fecha del TC2000, los resultados en TC2000 y TN no fueron los esperados. Aun así, Muñoz Marchesi volvería a cerrar un año más, asegurándose la continuidad en ambos frentes para 2012.

## Resumen de carrera
| Temporada | Categoría                     | Equipo                       | Carreras     | Victorias    | Poles        | VR           | Podios       | Puntos       | Pos.         |
| --------- | ----------------------------- | ---------------------------- | ------------ | ------------ | ------------ | ------------ | ------------ | ------------ | ------------ |
| 2005      | Fórmula Renault 1.6 Argentina |                              | 14           |              |              |              |              |              | 19.º         |
| 2006      | Fórmula Renault 1.6 Argentina |                              | 13           |              |              |              |              |              | 4.º          |
| 2007      | Fórmula Renault 1.6 Argentina | Werner Competición           | 14           |              |              |              |              |              | 3.º          |
| 2008      | Fórmula Renault 1.6 Argentina | Gabriel Werner Competición   | 14           |              |              |              |              |              | 2.º          |
| 2009      | Turismo Competición 2000      | DTA                          | 11           |              |              |              |              |              | 31.º         |
| 2009      | Turismo Nacional - Clase 3    |                              | 1            |              |              |              |              | -            | -            |
| 2009      | Top Race V6                   |                              | 1            |              |              |              |              | -            | -            |
| 2010      | Turismo Competición 2000      | Vittal DTA                   | 13           |              |              |              |              |              | 23.º         |
| 2010      | Turismo Nacional - Clase 3    |                              | 11           |              |              |              |              |              | 22.º         |
| 2010      | Fórmula Renault 2.0 Argentina | Bouvier Racing               | 5            |              |              |              |              |              | 29.º         |
| 2011      | Turismo Competición C 2000    | Peugeot Cobra Team           | 21           |              |              |              |              |              | 20.º         |
| 2011      | Turismo Nacional - Clase 3    |                              | 12           |              |              |              |              |              | 20.º         |
| 2011      | Fórmula Renault 2.0 Argentina | JLS Motorsport               | 3            |              |              |              |              |              | 33.º         |
| 2012      | Súper TC2000                  | Peugeot Cobra Team           | 13           |              |              |              |              |              | 17.º         |
| 2012      | Turismo Nacional - Clase 3    | Belloso Competición          | 12           |              |              |              |              |              | 21.º         |
| 2013      | Súper TC2000                  | Peugeot LoJack Team          | 12           |              |              |              |              |              | 15.º         |
| 2013      | Turismo Nacional - Clase 3    | Belloso Competición          | 11           |              |              |              |              |              | 20.º         |
| 2014      | Súper TC2000                  | YPF-Chevrolet                | 13           |              |              |              |              |              | 15.º         |
| 2014      | Turismo Nacional - Clase 3    | Belloso Competición          | 12           |              |              |              |              |              | 10.º         |
| 2015      | Súper TC2000                  | YPF-Chevrolet                | 13           |              |              |              |              |              | 13.º         |
| 2015      | Turismo Nacional - Clase 3    | Belloso Competición          | 12           |              |              |              |              |              | 17.º         |
| 2016      | Súper TC2000                  | Equipo Chevrolet YPF         | 14           |              |              |              |              |              | 17.º         |
| 2016      | Turismo Nacional - Clase 3    | FP Racing                    | 9            |              |              |              |              | -            | -            |
| 2017      | Súper TC2000                  | Team Peugeot Total Argentina | 13           |              |              |              |              |              | 10.º         |
| 2017      | TC2000                        | DTA Racing                   | 1            |              |              |              |              | -            | -            |
| 2017      | Turismo Nacional - Clase 3    | Kern Competición             | 12           |              |              |              |              |              | 24.º         |
| 2018      | Súper TC2000                  | Team Peugeot Total Argentina | 19           |              |              |              |              |              | 13.º         |
| 2018      | TC2000                        | DTA Racing                   | 2            |              |              |              |              | -            | -            |
| 2018      | Turismo Nacional - Clase 3    | Fiat FP Racing               | 12           |              |              |              |              |              | 18.º         |
| 2019      | Súper TC2000                  | Fiat Racing Team             | 13           |              |              |              |              |              | 12.º         |
| 2019      | Turismo Nacional - Clase 3    | Fiat Racing Team TN          | 10           |              |              |              |              |              | 14.º         |
| 2020      | Súper TC2000                  | Fiat Racing Team STC2000     | 88           | 0            | 0            | 0            | 0            | 2            | 22.º         |
| 2020      | Turismo Nacional - Clase 3    | Saturni Racing               | 8            | 0            | 0            | 1            | 2            | 160          | 4.º          |
| 2021      | Turismo Nacional - Clase 3    | Saturni Racing               | 12           | 0            | 0            | 0            | 2            | 186          | 10.º         |
| 2021      | TC Pick Up                    | Alifraco Sport               | 1            | 0            | 0            | 0            | 0            | 17           | 46.º         |
| 2021      | Súper TC2000                  | Puma Energy Honda Racing     | 1            | 0            | 0            | 0            | 0            | -            | -            |
| 2022      | Turismo Nacional - Clase 3    | Saturni Racing               | 13           | 1            | 0            | 0            | 3            | 172.5        | 8.º          |
| 2022      | Súper TC2000                  | Puma Energy Honda Racing     | 1            | 0            | 0            | 0            | 0            | -            | -            |
| 2023      | Turismo Nacional - Clase 3    | Saturni Racing               | Disputándose | Disputándose | Disputándose | Disputándose | Disputándose | Disputándose | Disputándose |
| Fuente:   |                               |                              |              |              |              |              |              |              |              |

## Resultados

### Turismo Competición 2000
| Año  | Equipo             | Auto               | 1   | 2   | 3   | 4   | 5   | 6   | 7   | 8   | 9   | 10  | 11  | 12  | 13  | Res. | Puntos |
| ---- | ------------------ | ------------------ | --- | --- | --- | --- | --- | --- | --- | --- | --- | --- | --- | --- | --- | ---- | ------ |
| 2009 |                    |                    | AG  | GR  | OBE | SMM | TRH | RES | BA  | CEN | SFE | SFE | SJU | SJU | PDF | 31.º | 1      |
| 2009 | DTA                | Chevrolet Astra II | Ret | 10  | Ret | 8   | 14  | Ex. | 11  | 13  | 17  | Ret | 14  | 13  | Ret | 31.º | 1      |
| 2010 |                    |                    | PDE | SMM | GR  | AG  | RES | TRH | LR  | SFE | SFE | CEN | OBE | BA  | PDF | 24.º | 3      |
| 2010 | Vittal DTA Team    | Peugeot 307        | Ret | Ret | 21  | 14  | 14  | 16  | 11  | 13  | 17  | 27† | 10  | Ret | Ret | 24.º | 3      |
| 2011 |                    |                    | GR  | SFE | SFE | SMM | SJU | RES | AG  | TRH | LPL | TRE | JUN | PDF | PAR | 20.º | 42     |
| 2011 | Peugeot Cobra Team | Peugeot 307        | 2   | 12  | 19  | 9   | 17  | 27  | Ret | 23  | 15  | 14  | 19  | 12  | 28  | 20.º | 42     |

#### Copa de Pilotos Privados
| Año  | Equipo          | Auto               | 1   | 2   | 3   | 4   | 5   | 6   | 7  | 8   | 9   | 10  | 11  | 12  | 13  | Res. | Puntos |
| ---- | --------------- | ------------------ | --- | --- | --- | --- | --- | --- | -- | --- | --- | --- | --- | --- | --- | ---- | ------ |
| 2009 |                 |                    | AG  | GR  | OBE | SMM | TRH | RES | BA | CEN | SFE | SFE | SJU | SJU | PDF | 5.º  | 19     |
| 2009 | DTA             | Chevrolet Astra II | Ret | 4   | Ret | 10  | 4   | Ex. | 3  | 5   | 9   | Ret | 4   | 3   | Ret | 5.º  | 19     |
| 2010 |                 |                    | PDE | SMM | GR  | AG  | RES | TRH | LR | SFE | SFE | CEN | OBE | BA  | PDF | 4.º  | 29,5   |
| 2010 | Vittal DTA Team | Peugeot 307        | Ret | Ret | 6   | 3   | 2   | 3   | 1  | 2   | 5   | 8†  | 1   | Ret | Ret | 4.º  | 29,5   |

#### Copa Endurance Series
| Año  | Equipo          | Auto               | 1   | 2   | 3   | Res. | Puntos |
| ---- | --------------- | ------------------ | --- | --- | --- | ---- | ------ |
| 2009 |                 |                    | TRH | BA  | PDF | -    | 0      |
| 2009 | DTA             | Chevrolet Astra II | 14  | 11  | Ret | -    | 0      |
| 2010 |                 |                    | TRH | CEN | BA  | -    | 0      |
| 2010 | Vittal DTA Team | Peugeot 307        | 16  | 27† | Ret | -    | 0      |

### Súper TC2000
| Año  | Equipo                       | Auto              | 1    | 2    | 3     | 4     | 5    | 6    | 7     | 8     | 9      | 10     | 11    | 12    | 13    | 14    | 15    | 16  | 17   | 18   | 19    | 20    | 21    | 22   | Res. | Puntos |
| ---- | ---------------------------- | ----------------- | ---- | ---- | ----- | ----- | ---- | ---- | ----- | ----- | ------ | ------ | ----- | ----- | ----- | ----- | ----- | --- | ---- | ---- | ----- | ----- | ----- | ---- | ---- | ------ |
| 2012 |                              |                   | AG   | BA   | ROS   | SJU   | GR   | OBE  | RAF   | SMM   | RC     | SFE    | SFE   | SAL   | PDF   |       |       |     |      |      |       |       |       |      | 17.º | 60     |
| 2012 | Peugeot Cobra Team           | Peugeot 408 I     | 7    | 6    | Ret   | 8     | 9    | Ret  | Ret   | 12    | 16†    | 10     | 14    | 14    | 9     |       |       |     |      |      |       |       |       |      | 17.º | 60     |
| 2013 |                              |                   | BA   | ROS  | SJU   | TOA   | AG   | TRH  | JUN   | SFE   | GR     | LP     | SMM   | PDF   |       |       |       |     |      |      |       |       |       |      | 15.º | 52     |
| 2013 | Peugeot Lo Jack Team         | Peugeot 408 I     | 14   | 11   | 12    | 16    | 20   | 14   | 4     | 9     | 20†    | 12     | 12    | 12    |       |       |       |     |      |      |       |       |       |      | 15.º | 52     |
| 2014 |                              |                   | RAF  | VIE  | AG    | ROS   | TOA  | BA   | RES   | SFE   | SFE    | SJU    | TRH   | COD   | PDF   |       |       |     |      |      |       |       |       |      | 15.º | 73.5   |
| 2014 | Equipo Chevrolet YPF         | Chevrolet Cruze I | NL   | NL   | 6     | Ret   | 7    | Ret  | 17    | 9     | 12     | 1      | 10    | NL    | 11    |       |       |     |      |      |       |       |       |      | 15.º | 73.5   |
| 2015 |                              |                   | JUN  | ROS  | OBE   | TRH   | RAF  | SL I | SFE   | SFE   | TOA    | GR     | SMM   | AG    | SL II |       |       |     |      |      |       |       |       |      | 13.º | 80     |
| 2015 | Equipo YPF Chevrolet         | Chevrolet Cruze I | 2    | 11   | 8     | 13    | 3    | 14   | 17    | 13†   | NL     | 11     | Ret   | 8     | 15    |       |       |     |      |      |       |       |       |      | 13.º | 80     |
| 2016 |                              |                   | TRE  | ROS  | SMM   | AG I  | TRH  | OBE  | BA    | SFE   | SFE    | TOA    | SJU   | GR    | GR    | AG II |       |     |      |      |       |       |       |      | 17.º | 36     |
| 2016 | YPF Chevrolet                | Chevrolet Cruze I | 16   | 12   | 9     | Ret   | Ret  | 14   | 4     | Ret   | 13     | 17     | Ret   | Ret   | Ret   | 17    |       |     |      |      |       |       |       |      | 17.º | 36     |
| 2017 |                              |                   | BA I | PDF  | SMM   | ROS   | ROS  | TRH  | RAF   | OBE   | SFE    | SFE    | BA II | SJU   | GR    | AG    |       |     |      |      |       |       |       |      | 10.º | 101,5  |
| 2017 | Team Peugeot Total Argentina | Peugeot 408 I     | 12   | Ex.  | 9     | 7     | 14   | 14   | 7     | 8     | 5      | 13     | 19    | 5     | 5     | 5     |       |     |      |      |       |       |       |      | 10.º | 101,5  |
| 2018 |                              |                   | BA I | ROS  | ROS   | SMM   | PDF  | RAF  | SJU   | OBE   | SFE    | SFE    | TRH   | SNI   | BA II | AG    |       |     |      |      |       |       |       |      | 13.º | 49     |
| 2018 | Team Peugeot Total Argentina | Peugeot 408 I     | Ex.  | Ret  | 10    | 14    | 11   | 6    | 10    | 16†   | 8      | 7      | 15    | 10    | 13    | 7     |       |     |      |      |       |       |       |      | 13.º | 49     |
| 2019 |                              |                   | AG   | GR   | VIL   | ROS   | PAR  | SAL  | SNI   | SJU   | SMM    | SMM    | BA    | RC    | CEN   |       |       |     |      |      |       |       |       |      | 12.º | 28     |
| 2019 | Fiat Racing Team STC2000     | Fiat Tipo II      | 13   | Ret  | 10    | Ret   | 9    | 11†  | 6     | 3     | 16     | 17†    | 8     | 15    | 9     |       |       |     |      |      |       |       |       |      | 12.º | 28     |
| 2020 |                              |                   | BA I | BA I | BA II | BA II | AG I | AG I | AG II | AG II | BA III | BA III | BA IV | BA IV | RC    | RC    | PAR   | PAR | BA V | BA V | BA VI |       |       |      | 22.º | 2      |
| 2020 | Fiat Racing Team STC2000     | Fiat Cronos       | 14   | 9    | 12    | Ret   | 14   | 19†  |       |       | 19     | 11     |       |       |       |       |       |     |      |      |       |       |       |      | 22.º | 2      |
| 2021 |                              |                   | BA I | BA I | BA II | BA II | AG   | AG   | SNI   | SNI   | BA III | BA III | PAR   | PAR   | TOA   | TOA   | BA IV | VIL | VIL  | ROS  | ROS   | AG II | AG II | BA V | -    | -      |
| 2021 | Puma Energy Honda Racing     | Honda Civic X     |      |      |       |       |      |      |       |       |        |        |       |       |       |       | Ret   |     |      |      |       |       |       |      | -    | -      |

### TC2000
| Año  | Equipo     | Auto          | 1    | 2    | 3    | 4    | 5   | 6   | 7     | 8     | 9  | 10 | 11    | 12   | 13   | 14     | 15     | 16    | 17    | 18    | 19  | 20     | 21  | 22  | Res. | Puntos |
| ---- | ---------- | ------------- | ---- | ---- | ---- | ---- | --- | --- | ----- | ----- | -- | -- | ----- | ---- | ---- | ------ | ------ | ----- | ----- | ----- | --- | ------ | --- | --- | ---- | ------ |
| 2017 |            |               | AG I | AG I | BA I | BA I | CDU | CDU | PAR I | PAR I | RC | RC | BA II | SL   | SL   | PAR II | PAR II | AG II | SMM   | CON   | CON | BA III |     |     | -    | -      |
| 2017 | DTA Racing | Peugeot 408 I |      |      |      |      |     |     |       |       |    |    |       |      |      |        |        | 1     |       |       |     |        |     |     | -    | -      |
| 2018 |            |               | AG I | AG I | CDU  | CDU  | CON | CON | RC    | RC    | BA | LP | LP    | SL I | SL I | AG II  | SMM    | SMM   | SL II | SL II | ROS | ROS    | PAR | PAR | -    | -      |
| 2018 | DTA Racing | Peugeot 408 I |      |      |      |      |     |     |       |       | 7  |    |       |      |      | Ret    |        |       |       |       |     |        |     |     | -    | -      |